# Domodedovo
Domodedovo (em russo: Домодедово) é uma cidade da Rússia situada no óblast de Moscou. Localiza-se à 37 km ao sul da cidade de Moscou, e tem uma população de cerca de 96,145 habitantes (2010). O Aeroporto Internacional Domodedovo, maior aeroporto da país em termos de tráfego de passageiros, encontra-se próximo a seu território.

## Esporte
A cidade de Domodedovo é a sede do Estádio Avangard e do FC MVD Rossii, que participa do Campeonato Russo de Futebol.